# Pavel Leonyidovics Kogan
Pavel Leonyidovics Kogan (oroszul: Павел Леонидович Коган; Moszkva, 1952. június 6. – ) szovjet-orosz karmester és hegedűművész, Leonyid Kogan fia.

## Élete, munkássága
Pavel Kogan 1952-ben született Moszkvában, apja Leonyid Kogan világhírű hegedűművész, anyja Jelizaveta Grigorjevna Gilelsz kiemelkedő hegedűművész, a Moszkvai Konzervatórium professzora, nagybátyja Emil Gilelsz, szintén világhírű zongoraművész. Zenei pályafutásáról gyakorlatilag a szülei döntöttek. Maga ezt mondta erről: „Ez egy olyan családi hagyomány, amelyet egyszerűen lehetetlen megtörni. … Ezért teljesen természetes, hogy pontosan ezt az utat választottam”. Isaac Stern első moszkvai útja során meglátogatta a Kogan családot, és meghallgatta a fiú hegedűjátékát is, majd kis humorral azt mondta az apának: „Lenya, idegesítenem kell téged … Hegedűs lesz”. Már gyermekként a karmesterség vonzotta, de az ilyen irányú tanulmányokra ennyire fiatalon nem volt lehetőség. A karmesterség iránti korai érdeklődéséről egy 2009-es interjúban beszélt: „… már gyermekként úgy döntöttem, hogy karmester leszek, és ez két okból történt. Először is, a szimfonikus zenekar repertoárja sokkal szélesebb, mint bármely szólóhangszer repertoárja. Másodszor, nyilvánvalóan bennem rejlik egy természetes vezetési alapelv, amely mély meggyőződésem szerint a zenei kreativitásban csak az előadóművészek egy csoportjának irányításával nyilvánulhat meg”. Ötéves korában elkezdte hegedűtanulmányait a konzervatórium Központi Zeneiskolájában. Hegedűsként 12 éves korában mutatkozott be Moszkvában, egy szüleivel közös családi hangversenyen. Szülei révén már korán megismert nagynevű zeneművészeket, mint például David Ojsztrah, Msztyiszlav Rosztropovics, Emil Gilelsz, Kirill Kondrasin, Gennagyij Rozsgyesztvenszkij, Jevgenyij Szvetlanov. „Nagyszerű időszak volt. … Fiúként szerencsém volt látni Arthur Rubinsteint, Isaac Sternt, Lorin Maazelt, Ormándy Jenőt” – emlékezett vissza erre az időre.
A zeneiskola elvégzése után a Moszkvai Konzervatóriumban folytatta tanulmányait, és szoros kivételként engedélyt kapott a hegedű- és a karmester tanulmányok egyidejű folytatására (a hegedűt Jurij Jankelevicsnél, a karmesterséget Leningrádban Ilja Muszinnál, Moszkvában Leo Ginzburgnál), igaz egy éves különbséggel. Tehetsége mindkét területen szépen fejlődött. Hegedűsként 1970-ben, tizennyolc éves korában első díjat nyert a helsinki Sibelius hegedűversenyen. Érdekes tény, hogy 2010-ben a Helsingin Salomat nevű finn újság felmérést készíttetett a verseny 40 éves történetének legjobb nyertese személyéről: a zsűri egyhangúlag Pavel Kogant jelölte meg abszolút győztesnek. A sikeres verseny után hegedűművészként fellépett a világ minden táján. Karmesterként 1972-ben debütált a Szovjetunió Állami Szimfonikus Zenekarának élén. „Nagy öröm, hogy generációm olyan nagyszerű zenészekkel találkozhatott, akik kimerítő ismereteket tudtak adni egy fiatal, kezdő művésznek. … Boldog embernek tartom magam, és állandóan emlékszem a tanáraimra” – nyilatkozott tanulmányaira visszaemlékezve. Karmesteri bemutatkozását követően sorra vezényelte a vezető zenekarokat otthon és külföldön egyaránt (például Szovjetunió Állami Akadémiai Szimfonikus Zenekara, Állami Rádió és Televízió Szimfonikus Zenekara, Moszkvai Állami Filharmonikus Akadémiai Szimfonikus Zenekar, Leningrádi Filharmonikusok Akadémiai Szimfonikus Zenekara, Müncheni Filharmonikus Zenekar, Bajor Rádió Szimfonikus Zenekara, svájci, francia és belga nemzeti zenekarok), miközben komoly szakmai tapasztalatokat szerzett a legjobb szovjet karmesterek, Mravinszkij, Kondrasin, Szvetlanov és mások mellett.
1987-ben megkapta az Orosz Szovjet Szövetségi Szocialista Köztársaság tiszteletbeli művésze kitüntetést. 1988-ban ő nyitotta a szezont a Bolsojban Verdi Traviatájával. Ugyanebben az évben meghívták a Zágrábi Filharmonikus Zenekar művészeti igazgatójának és első karmesterének. Zágrábban végzett munkája ellenére sokat foglalkozott hazai együttesekkel is, rendszeresen fellépett Moszkvában, Leningrádban, a balti fővárosokban, Szverdlovszkban, Novoszibirszkben, Krasznojarszkban, Kijevben, Odesszában, Gorkijban, Jaroszlavlban és más szovjet városokban.
1989-ben, a peresztrojka nyomán, Oroszországban először demokratikus választásokat tartottak a Moszkvai Állami Akadémiai Szimfonikus Zenekar vezetőjének megválasztására. A zenekari tagok egyhangúlag Pavel Kogant választották művészeti vezetőnek és vezető karmesternek. Intenzív és gyümölcsöző munka során korszerűsítette és bővítette a zenekar repertoárját, kialakította egyéni arculatát, és az együttes Oroszország egyik legismertebb és elismertebb zenekarává lett, amit hamarosan „Kogan-zenekar”-ként kezdtek emlegetni. „Nagy figyelmet fordítok a hang egyensúlyára, az előkészítés alaposságára annak érdekében, hogy a koncerten maximális kreatív szabadságot élvezhessünk” - mondta erről. Kogan nemzetközi turnékra vezette az együttesét. Hangversenyeztek többek között az Egyesült Királyságban, Franciaországban, Németországban, Olaszországban, Spanyolországban, Svájcban, Ausztriában, Ausztráliában, Lengyelországban, Horvátországban, Csehországban, Japánban, Dél-Koreában és más országokban. A turnékon kívül is számos nagyszabású projektet hirdetett meg és hajtott végre.A jelentős ciklusok közé tartozik Csajkovszkij összes szimfóniájának előadása Ausztráliában (1993), vagy Beethoven összes szimfóniájának eljátszása Moszkvában (1995), valamint Rachmaninov összes szimfonikus művének előadása és rögzítése. 1996-1997-ben koncertciklust állított össze Brahms valamennyi szimfóniájából és Beethoven minden zongoraversenyeinek előadásából, Nyikolaj Petrov zongoraművész közreműködésével. A Moszkvai Állami Konzervatóriumban megszervezte 1997-ben a Gustav Mahler ciklust, az összes Mahler-szimfónia és más műveinek előadás-sorozatát, amiért megkapta az Orosz Föderáció állami díját. Másik fontos és folyamatos tevékenysége volt kortárs szerzők (Schnittke, Gubajdulina, Gyenyiszov, Petrov, Vajnberg, Dmitrijev) műveinek bemutatása.
Kogan 1998 és 2005 között a Utahi Szimfonikus Zenekar fő vendégkarmestere volt. Emellett számos kiemelkedő zenekarral dolgozott együtt, köztük a Szentpétervári Filharmonikusokkal, a Moszkvai Filharmonikus Zenekarral, a Szovjetunió Állami Rádió és TV Szimfonikus Zenekarával, a Philadelphia Zenekarral, a Los Angeles-i Filharmonikusokkal, a Bajor Rádió Szimfonikus Zenekarával, a Müncheni Filharmonikusokkal, a Belga Nemzeti Zenekarral, a Helsinki Filharmonikus Zenekarral, a Torontói Szimfonikus Zenekarral, a Drezdai Staatskapellével, a Buenos Aires-i Filharmonikus Zenekarral, a Suisse Romande Zenekarral, az Orcheste National de France, a Houston Symphony és az Orcheste National du Capitole de Toulouse együttesekkel. Fontosnak tartja, hogy zenekarához kiváló vendégkarmestereket és szólistákat hívjon meg. Így dirigálta zenekarát Kirill Kondrasin, Jevgenyij Szvetlanov, Gennagyij Rozsgyesztvenszkij, Jurij Tyemirkanov, Valerij Gergijev, Mariss Jansons és mások. Az együttessel fellépő szólisták között van például Jurij Basmet, Viktor Tretyakov, Mihail Pletnyov, Natalja Gutman, Vagyim Repin, Nyikolaj Petrov, Makszim Vengerov, Starker János, Gyenyisz Macujev.
Pavel Kogan felesége Ljubov Kazinszkaja zongorista, fiuk Dmitrij Pavlovics Kogan hegedűs (1978–2017), aki 38 évesen rákban hunyt el.

## Elismerései
- 1970 – Sibelius Nemzetközi Hegedűverseny első díj
- 1987 – Orosz Szovjet Szövetségi Szocialista Köztársaság tiszteletbeli művésze
- 1994 – Az Orosz Föderáció népművésze
- 1997 – Orosz Föderáció állami díja
- 2002 – Litván Köztársaság Gediminas nagyherceg rendjének tisztje
- 2002 – Barátsági Rend
- 2007 – A haza érdemrendje IV. fokozat
- 2012 – A haza érdemrendje III. fokozat
- 2012 – Moszkvai Szent Dániel herceg rendje, III. fokozat
- 2014 – Commandeur de l'Ordre des Arts et des Lettres (Művészeti irodalmi rend)
- 2018 – Becsületrend

## Felvételei
Válogatás a Discogs és az AllMusic nyilvántartásából.
| Megjelenés | Tartalom                                                                                      | Közreműködők                                                                                          | Kiadó           |
| ---------- | --------------------------------------------------------------------------------------------- | --- | --------------- |
| 1971       | Bach: Kéthegedűs versenyek                                                                    | Leonyid Kogan                                                                                         | Melogyija       |
| 1972       | Mendelssohn: d-moll kettősverseny                                                             | Szovjet Rádió Nagy Szimfonikus Zenekarának kamaraegyüttese, Nyina Kogan, Gennagyij Rozsgyesztvenszkij | Melogyija       |
| 1973       | Vivaldi: Hegedűversenyek, Háromhegedűs verseny                                                | Szovjet Rádió Nagy SZimfonikus Zenekarának kamaraegyüttese, Leonyid Kogan, Jelizaveta Gilelsz         | Aprelevka Sound |
| 1977       | Strauss-, Stravinsky-, Dvořák-, Vieuxtemps-művek                                              | | Melogyija       |
| 1978       | Prokofjev: 1., f-moll szonáta; Hindemith: Klarinétkvintett                                    | Jelizaveta Ginzburg, Lev Mihajlov, Andrej Korszakov, Mihail Tolpigo, Karin Georgian                   | Melogyija       |
| 1980       | Haydn: 1. hegedűverseny; Mozart: 5. hegedűverseny                                             | Moszkvai Kamarazenekar                                                                                | Melogyija       |
| 1983       | Schubert: 5. szimfónia                                                                        | Szimfonikus Zenekar                                                                                   | Melogyija       |
| 1987       | Sosztakovics: 5. szimfónia                                                                    | Szlovén Szimfonikus Zenekar                                                                           | Jugoton         |
| 1992       | Vivaldi: A négy évszak                                                                        | Virtuosi Di Praga, Václav Hudeček                                                                     | Supraphon       |
| 1996       | Georgij Dmitrijev: 3. szimfónia, Hegedűverseny, Varsói fantázia, Vespers (részletek)          | Fjodor Gluscsenko                                                                                     | Russian Disc    |
| 1999       | Rimszkij-Korszakov: Seherezáde                                                                | Moszkvai Szimfonikus Zenekar                                                                          | Classic Records |
| 2008       | Rachmaninov: 3. szimfónia, Szimfonikus táncok                                                 | Moszkvai Szimfonikus Zenekar                                                                          | Alto            |
| 2009       | Rachmaninov: 1. szimfónia, Holtak szigete                                                     | Moszkvai Szimfonikus Zenekar                                                                          | Alto            |
| 2013       | Csajkovszkij: Nyolc szimfónia, Manfréd, Vonósszerenád, Moszkvai Kantáta, Diótörő szvit (6 CD) | Konsztantin Ivanov, Gennagyij Rozsgyesztvenszkij, Szergej Szkripka                                    | Alto            |
| 2014       | Bach: E-dúr hegedűverseny, d-moll kéthegedűs verseny; Berg: Hegedűverseny                     | Moszkvai Rádió Szimfonikus Zenekara, Leonyid Kogan, Gennagyij Rozsgyesztvenszkij                      | Melogyija       |